# Arenero
En el món de la tauromàquia, l'arenero és el responsable del manteniment i rehabilitació del ruedo després de cada lídia.

## Descripció
Igual que els monosabios, torileros i mulilleros, els areneros són membres del personal de la plaça de toros. Participen al passeig, a la desfilada que obre la corrida, ocupant la darrera posició. Just després d'haver saludat el president i abans de l'entrada del primer toro, allisen amb els seus rampins els desperfectes que els cavalls dels picadors i agutzils, i les mules de l'arrastre, hagin pogut deixar a la sorra durant el passeig protocol·lari. Es retiren durant la celebració de la lídia i ja no apareixen fins després que cada toro caigui mort, per allisar la sorra remoguda per l'arrossegament dels toros, i cobrir les despulles o detritus de cavalls i toros, així com les restes de sang que pogués haver.
A França, el paper dels «mozos de caballos» i «areneros» figura a l'article 20 del Reglament de la Unió de les ciutats taurines franceses.

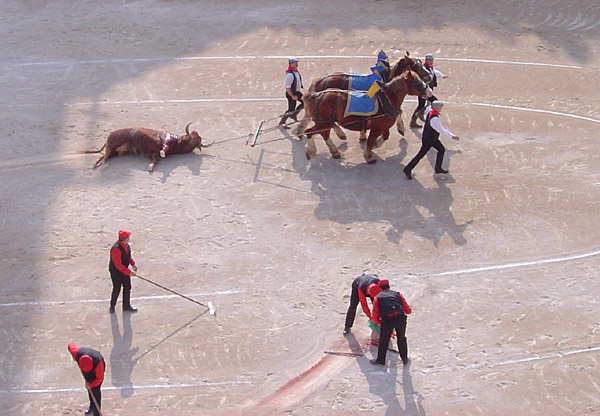
L'arrastre arrossega el cos del toro fora del ruedo. Els areneros netegen la sorra entre toro i toro. Plaça de toros d'Arles
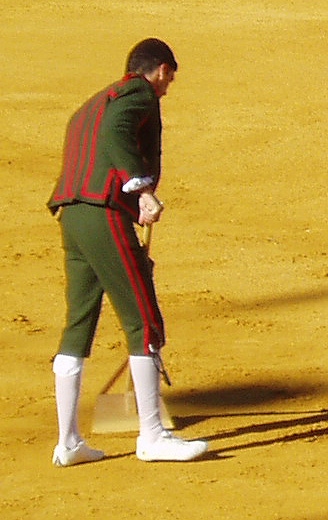
Un arenero d'una corrida goyesca al Puerto de Santa María

## Història
Abans de la construcció de les places de toros al segle xviii, s'havien de netejar les places públiques on se celebraven les corregudes de toros de qualsevol obstacle que pogués representar un perill. Aquesta funció de deixar el sol en bones condicions es va mantenir després de la construcció d'edificis dedicats a les corregudes, i als primers reglaments taurins ja apareixen els detalls de la funció de l'arenero.
Existeix l'obligació que cada plaça de toros tingui al callejón un dipòsit de sorra, diverses cistelles i dos nois estables (que s'anomenen monosabios) que assisteixen als picadors i es fan càrrec dels seus cavalls (que eren molts més abans de l'obligatorietat de l'ús del peto).